# 靈達爾
靈達爾（挪威語：Lyngdal）是挪威阿格德尔郡的一个市镇，行政中心为阿倫镇。市镇面积为643平方公里，人口数量为10,365人（2020年），人口密度为每平方公里17.1人。

## 外部連結
- Municipal fact sheet[永久] from Statistics Norway
- 维基导游上有關Vest-Agder的旅行指南
- Municipal website （页面存档备份，存于） （挪威文）